# Port Allegany
Port Allegany es un borough ubicado en el condado de McKean en el estado estadounidense de Pensilvania. En el año 2000 tenía una población de 2,355 habitantes y una densidad poblacional de 496 personas por km².

## Geografía
Port Allegany se encuentra ubicado en las coordenadas 41°48′54″N 78°16′45″O / 41.81500, -78.27917

## Demografía
Según la Oficina del Censo en 2000 los ingresos medios por hogar en la localidad eran de $34,896 y los ingresos medios por familia eran $43,125. Los hombres tenían unos ingresos medios de $32,792 frente a los $21,434 para las mujeres. La renta per cápita para la localidad era de $16,601. Alrededor del 16.5% de la población estaba por debajo del umbral de pobreza.